# Homerton College
L'Homerton College è uno dei collegi costituenti l'Università di Cambridge. Ha una lunga storia di fondazione che data fino al XVII secolo come luogo di residenza per gli studenti; nel 1976 diventa una Società Approvata, offrendo solo lauree in Education, tuttora la principale materia offerta dai suoi studenti visto che l'apposito dipartimento è situato nel collegio stesso, cosa inusuale a Cambridge. Dal 2007 assume lo statuto ufficiale di collegio, iniziando ad ammettere studenti di diverse facoltà.
Il collegio ospita circa 1200 studenti tra undergraduates e graduates.

## Altri progetti

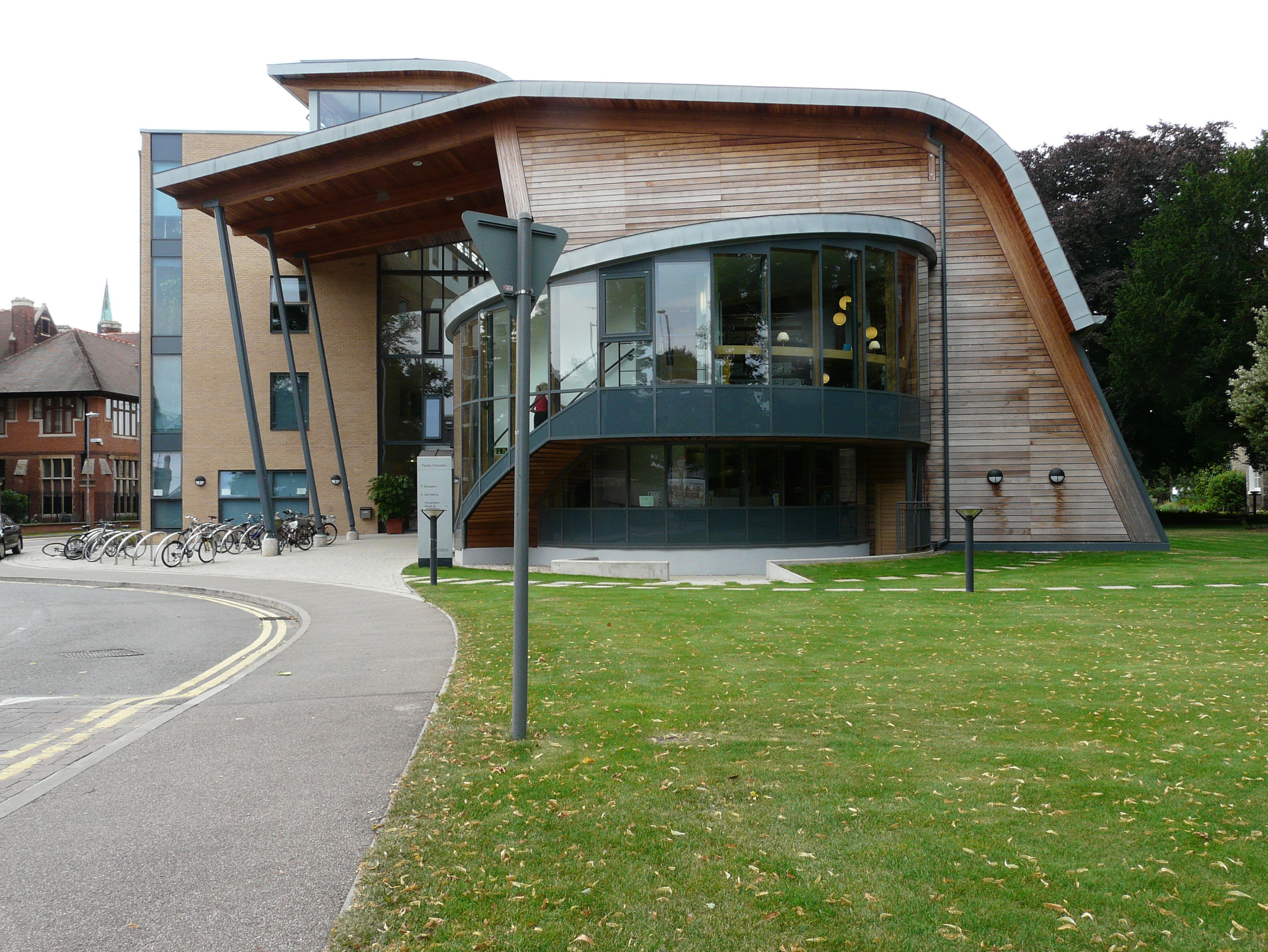
La facoltà di Education, aperta nel 2005 e sita nei pressi del collegio.